# Luke „Long Gone“ Miles
Luke „Long Gone“ Miles (* 8. Mai 1925 in Lachute, Louisiana; † 22. November 1987 in Los Angeles, Kalifornien) war ein US-amerikanischer Bluessänger und Songwriter.

## Biografie
Geboren 1925 in Lachute, Louisiana, arbeitete Miles bis Anfang der 1950er Jahre auf einer Baumwollplantage, unterbrochen vom Militärdienst 1943 und 1944. Im Radio hörte er Bluesmusik, und 1952 ging er nach Houston, Texas, um sein Idol Lightnin’ Hopkins zu treffen. Hopkins gab ihm den Spitznamen „Long Gone“ und akzeptierte ihn als Gastsänger bei seinen Auftritten. Miles sang auch bei einigen Aufnahmen von Hopkins, so zum Beispiel auf dem Livealbum Country Blues von 1960.
1961 zog Miles nach Los Angeles. 1962 nahm er zwei Singles für Smash Records auf, begleitet von Brownie McGhee und Sonny Terry. Beide Singles hatten den Antikriegssong War Time Blues auf der B-Seite. Ab 1962 trat Miles zwei Jahre lang immer wieder mit dem Gitarristen Willie Chambers auf. 1964 nahm Miles das Album Country Born auf, das bei World Pacific erschien. 1965 spielte er zwei Singles für Two Kings Records ein, 1968 eine letzte Single für Kent Records.
Nach einer langen Pause erschien 1984 das Album Country Boy, hauptsächlich mit bis dahin unveröffentlichten Aufnahmen von 1962. Das postum erschienene Album Riding Around in My V8 Ford (2008) enthielt Liveaufnahmen, die 1985 in Venice (Los Angeles) entstanden waren.
Luke „Long Gone“ Miles starb am 22. November 1987 in Los Angeles an Lungenkrebs; er wurde 62 Jahre alt.

## Diskografie

### Alben
- Country Born (1964)
- Country Boy (1984)
- Riding Around in My V8 Ford (2008)

### Singles
- Let Me Play with Your Poodle / War Time Blues (1962)
- Long Gone / War Time Blues (1962)
- Long Gone / No Money, No Honey (1964)
- 38 Pistol / Lena Mae (1965)
- Early One Morning / Losing My Mind (1965)
- Hello Josephine / Little Sweet Thing (1969)